# Loi pour la protection de l'honneur national macédonien
 (septembre 2021).

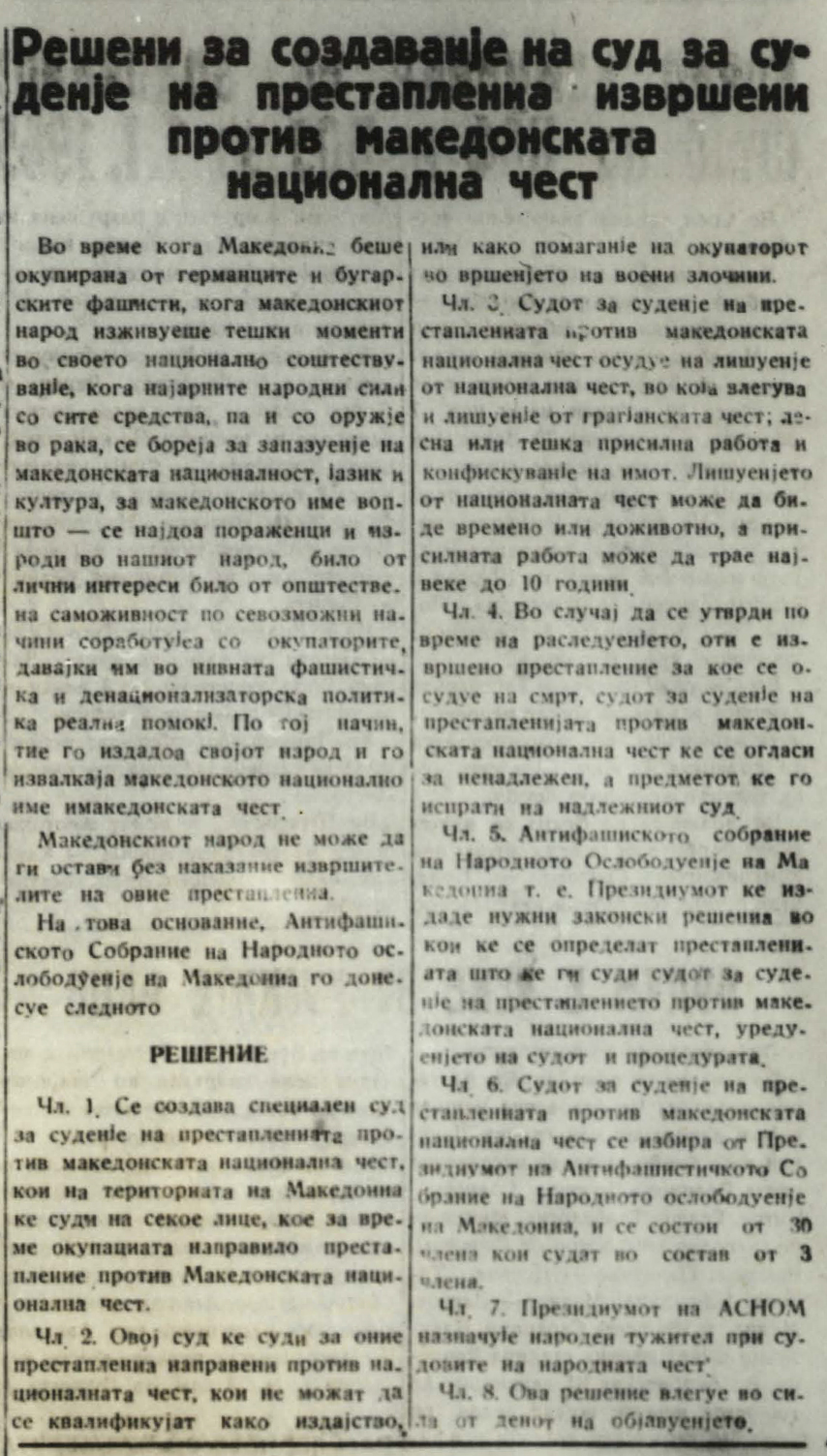
Statut de la Cour, publié dans le journal Nova Makedonija, n° 28, du 3 janvier 1945.

La loi pour la protection de l'honneur national macédonien était une loi adoptée par le gouvernement de la république socialiste de Macédoine (RS de Macédoine) à la fin de 1944. Le Présidium de l'Assemblée antifasciste pour la libération nationale de la Macédoine (ASNOM) a créé un tribunal spécial pour l'application de cette loi, qui est entrée en vigueur le 3 janvier 1945,,,. Cette décision a été prise lors de la deuxième session de cette assemblée du 28 au 31 décembre 1944.
Le tribunal devait juger « les collaborateurs des occupants qui ont inscrit le nom national macédonien et l'honneur national macédonien », dans le cadre d'une tentative de différencier une identité ethnique et politique macédonienne distincte de la Bulgarie voisine et de la communauté bulgare historique de l'Empire ottoman., dont les deux avaient fait partie,. Bien que certains chercheurs pensent qu'il a continué d'être en vigueur jusqu'en 1991, il est beaucoup plus probable qu'il a été aboli en février 1948.

## Histoire

### Fond
Pendant la Seconde Guerre mondiale, la Bulgarie a annexé la province yougoslave appelée Vardar Banovina, englobant la majeure partie de la Macédoine du Nord moderne. Les Bulgares ont été accueillis par la plupart des habitants comme des libérateurs de la domination serbe, car les sentiments pro-bulgares parmi eux prévalaient alors,,,,. Après que la Bulgarie se soit rangée du côté des puissances de l'Axe, elle a perdu la guerre et les dernières troupes bulgares se sont retirées de la région en novembre 1944. À la fin de la Seconde Guerre mondiale en Macédoine yougoslave, les sentiments nationaux macédoniens étaient déjà mûrs, bien qu'il ne soit pas clair dans quelle mesure les Slaves macédoniens se considéraient comme différents des Bulgares,,,,. Pour anéantir les derniers sentiments bulgarophiles, les nouvelles autorités communistes ont pris des mesures lourdes. La tâche était également de briser toutes les organisations qui s'opposaient à l'idée de la Yougoslavie.

### But
Le but de la loi était de distinguer la nouvelle nation macédonienne de la Bulgarie, car la différenciation avec les Bulgares était considérée comme une confirmation que les Macédoniens étaient une communauté ethnique distincte. En Macédoine yougoslave, il était interdit aux habitants de proclamer l'identité bulgare, et l'utilisation de la langue bulgare standard était également interdite. Per Dejan Djokic de proclamer l'identité bulgare n'a été autorisé qu'après 1944 dans la région de Strumica. La région fait partie des soi-disant Outlands de l'Ouest, qui faisaient partie de la Bulgarie jusqu'en 1919. Bien que selon Georgy Fotev, seuls les migrants de la partie serbe de l'Outreterre occidentale ont été autorisés à se déclarer Bulgares. Dans la période entre 1945 et 1991, lorsque la Macédoine du Nord faisait partie de la Yougoslavie, il y a eu une migration de la population bulgare de la RS de Serbie vers la RS de Macédoine qui s'élevait à 20 000 par estimation non officielle.

### Mise en œuvre et fonction
Le 3 janvier 1945, le journal communiste officiel Nova Makedonija a publié la nouvelle loi sur le procès des crimes contre l'honneur national macédonien. La loi prévoyait un certain nombre de sanctions : privation des droits civiques, emprisonnement avec travaux forcés, confiscation des biens, et dans les cas où l'on jugeait que les accusés risquaient d'être condamnés à mort, il était prévu qu'ils seraient remis à un "tribunal compétent". La loi s'applique également aux territoires qui ont été occupés par l' Italie et l' Albanie . La loi est un précédent dans l'histoire juridique européenne, car une telle législation n'a pas été adoptée même en république populaire de Slovénie, qui a été soumise à l' italianisation forcée et à la germanisation pendant la guerre. Les Serbes macédoniens n'ont pas non plus été jugés, bien que certains d'entre eux coopéraient avec les forces de l'Axe. Les dirigeants du Parti communiste macédonien, qui se sont déclarés Bulgares pendant l'une ou l'autre période de la guerre, comme Lazar Kolishevski, Mihailo Apostolski, Blazhe Koneski, Lazar Mojsov et d'autres, n'ont pas été poursuivis en vertu de la loi.

### Impacter
L'acte a permis la condamnation de citoyens yougoslaves de la RS Macédoine pour la collaboration de la Seconde Guerre mondiale avec les autorités bulgares qui avaient occupé le territoire macédonien du royaume de Yougoslavie comme l'une des puissances de l'Axe, pour les sympathies pro-bulgares et pour s'être opposé à la nouvelle nation macédonienne. processus de construction,. Cela a été considéré comme une contestation du statut de la Macédoine dans le cadre de la république fédérale socialiste de Yougoslavie nouvellement communiste, et comme un combat pour la conception d'une Macédoine indépendante envisagée par l' IMRO,. Environ 100 000 pro-bulgares ont été emprisonnés pour violations de la loi, et plus de 1 260 ont été tués au début de 1945,. Il s'agissait de procès-spectacles très médiatisés, plutôt que d'être engagés pour la justice. Alors que des procès occasionnels se sont poursuivis pendant toute la période d'application de la loi, la plupart d'entre eux ont eu lieu à la fin des années 1940. La loi a influencé les nouvelles générations à grandir avec de forts sentiments anti-bulgares,, qui ont augmenté au niveau de la politique de l'État. Certaines victimes étaient des militants qui tentaient de réaliser de différentes manières l'idée d'une Macédoine indépendante, potentiellement influencée par les tendances bulgarophiles. Ceux-ci comprenaient Metodija Andonov, Spiro Kitinchev, Dimitar Gyuzelov et Dimitar Chkatrov,.

### Période Moderne
En raison de la réglementation juridique incohérente et confuse de cette loi, il n'est pas très clair jusqu'à quand elle était en vigueur. Bien que certains chercheurs pensent qu'il a continué à être en vigueur jusqu'en 1991, lorsque l'actuelle Macédoine du Nord a obtenu son indépendance de l'ex-Yougoslavie,,, selon une analyse juridique des militants non gouvernementaux macédoniens, il est beaucoup plus probablement qu'il a été aboli en février 1948. Ce peuple resté fidèle à son identité bulgare a rencontré une grande hostilité de la part des autorités et du reste de la population. Avec la chute du communisme, l'hostilité a diminué, mais reste toujours. Ainsi, au fil du temps, une composante bulgare de l'identité ethnique de la population de langue slave de la Macédoine du Vardar a disparu,. Selon l'eurodéputé bulgare Andrey Kovachev, être Bulgare en Macédoine du Nord porte un coup au cœur du concept de nation macédonienne. Selon lui, il y a toujours le silence sur un certain nombre d'événements historiques anti-bulgares, y compris cette loi.